# Sandra Prinsloo
Sandra Prinsloo (Pretoria, 15. rujna 1947.), poznata i kao Sandra Prinzlow južnoafrička je glumica. Hrvatskoj javnosti najpoznatija je po ulozi Kate Thompson u filmu Bogovi su pali na tjeme.
Prinsloo se također često pojavljuje u južnoafričkim televizijskim i kazališnim produkcijama.                                                           

## Karijera
Rodila se u Pretoriji 15. rujna 1947. godine i školovala se na Pretorijskom sveučilištu, u svom rodnom gradu. Svoju prvu zapaženiju ulogu ostvarila je u filmu Deadly Jaws, a svakako najpoznatiju u filmu Bogovi su pali na tjeme. 

## Filmografija
| Godina | Film                         | Uloga                           |
| 1974.  | Deadly Jaws                  | Sandra Prinzlow                 |
| 1976.  | Meta ubojica                 | Janet Hobart                    |
| 1976.  | Poslušaj moju priču          | ?                               |
| 1980.  | Bogovi su pali na tjeme      | Kate Thompson                   |
| 1982.  | Claws                        | Louwa majka                     |
| 1984.  | Outcast                      | Hannah                          |
| 1989.  | Jewel of the Gods            | ?                               |
| 1990.  | U ime krvi (film)            | Laura                           |
| 1993.  | Princ od Pretorije           | Cordelia de la Rey van Rensburg |
| 1995.  | Soweto Green                 | ?                               |
| 1999.  | Saints, Sinners and Settlers | ?                               |
| 2004.  | Skilpoppe                    | gospođa Meyer                   |
| 2005.  | Poznati bogovi               | Pearl Jansen                    |
| 2011.  | Hartland                     | Maria                           |
| 2012.  | Erfsonders                   | Lucille Spencer                 |

## Vanjske poveznice
- Sandra Prinsloo u internetskoj bazi filmova IMDb-u (engl.)